# 데니스 노블

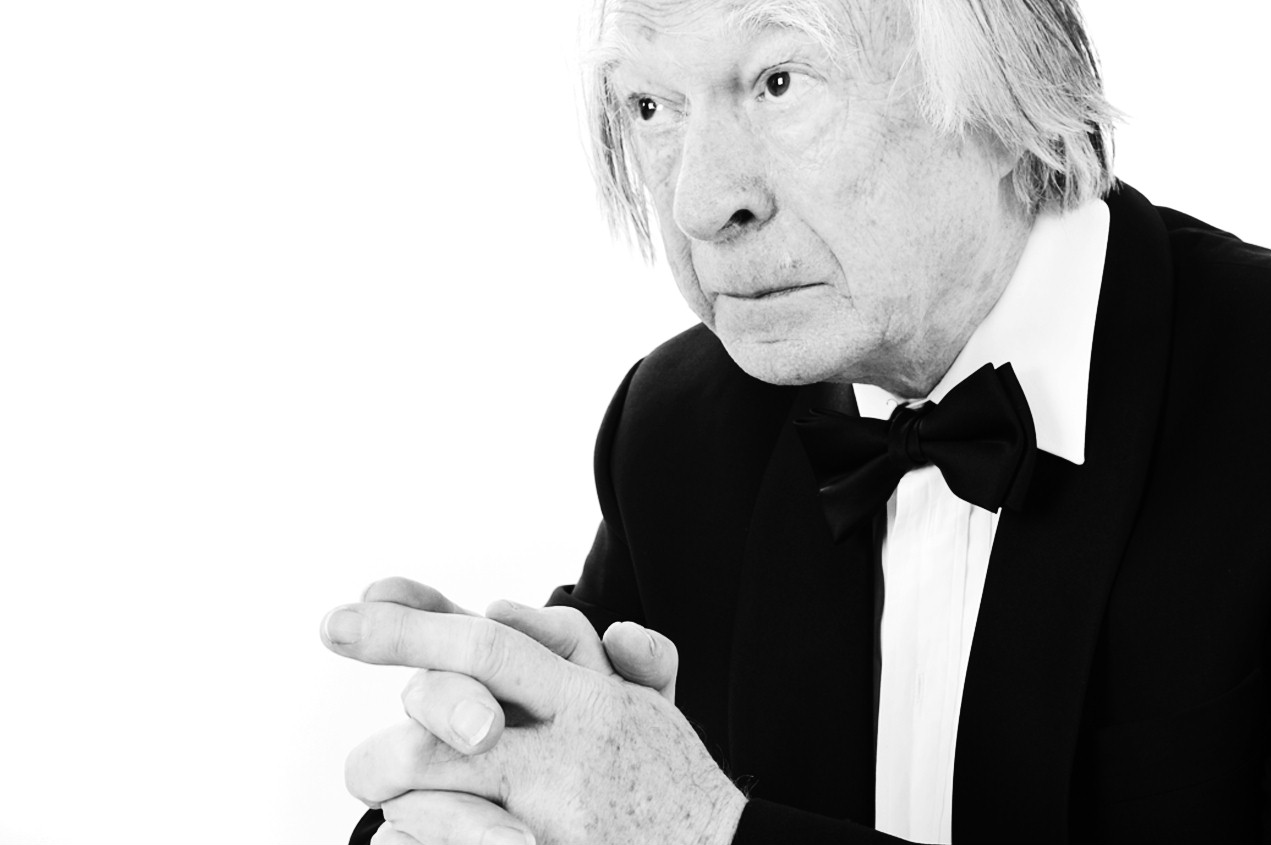

데니스 노블(Denis Noble, 1936년 11월 16일 ~ )은 1984년부터 2004년까지 옥스퍼드 대학교 에서 심혈관 생리학의 Burdon Sanderson 의장을 역임하고 명예 교수 및 전산 생리학의 공동 책임자로 임명된 영국의 생물학자이다. 그는 시스템 생물학의 선구자 중 한 명이며 1960년에 작동하는 심장에 대한 최초의 실행 가능한 수학적 모델을 개발했다.
노블은 Emanuel School과 유니버시티 칼리지 런던(UCL)에서 교육을 받았다. 1958년에 그는 심장 박동의 메커니즘에 대한 조사를 시작했다. 이로 인해 1960년 Nature에 두 개의 중요한 논문이 발표되었다. 심장의 전기적 리듬에 대한 최초의 적절한 시뮬레이션을 제공하였다. 세 가지 논문 모두 심장의 현대 전기생리학의 토대를 형성한다.
노블의 연구는 생물학적 기관 및 기관 시스템의 컴퓨터 모델을 사용하여 분자 수준에서 전체 유기체에 이르기까지 기능을 해석하는 데 중점을 둔다. 국제 협력자들과 함께 그의 팀은 슈퍼컴퓨터를 사용하여 최초의 가상 장기인 가상 심장을 만들었다.
1993-2001년 국제 생리학 연합(International Union of Physiological Sciences)의 사무총장으로서 컴퓨터 시뮬레이션을 사용하여 유전체를 해석하는 데 필요한 정량적 생리학적 모델을 만드는 국제 프로젝트인 Physiome Project를 시작하는 데 중요한 역할을 했으며 2009년 교토에서 열린 IUPS 세계 회의에서 회장으로 선출되었다.
노블은 또한 저널과 철학 서적에 많은 출판물이 있는 생물학 철학자이기도 하다.